# 관리제
관리제(關禮傑, 관예걸, 관례걸, 영문명은 Eddie Kwan, 1962년 2월 5일 ~ )는 중화인민공화국 홍콩 특별행정구의 남성 영화배우, 텔레비전 연기자이다. 학력은 전문대학 2년 졸업 및 4년제 대학 3년 중퇴이다.

## 생애
1982년 텔레비전 드라마에서 연기자로 첫 데뷔하였고 1986년 영화 《귀감유연(鬼咁有緣)》으로 영화배우 데뷔하였다.

## 같이 보기
- 뤄자량
- 황더빈